# Chaenostoma
Chaenostoma, biljni rod iz porodice Scrophulariaceae (strupnikovke), dio je tribusa Limoselleae, potporodica Scrophularioideae. 
Sastoji se od 46 vrsta zeljastog bilja, polugrmova i trajnica iz južne tropske i južne Afrike.

## Ime
Latinsko ime roda Chaenostoma znači razjapljena usta.

## Vrste
1. Chaenostoma aethiopicum (L.) Benth.
2. Chaenostoma affine Bernh.
3. Chaenostoma archeri (Compton) Kornhall
4. Chaenostoma caeruleum (L.f.) Kornhall
5. Chaenostoma calciphilum (Hilliard) Kornhall
6. Chaenostoma calycinum Benth.
7. Chaenostoma campanulatum Benth.
8. Chaenostoma cinereum (Hilliard) Kornhall
9. Chaenostoma comptonii (Hilliard) Kornhall
10. Chaenostoma cordatum (Thunb.) Benth.
11. Chaenostoma debile (Hutch.) Kornhall
12. Chaenostoma decipiens (Hilliard) Kornhall
13. Chaenostoma denudatum Benth.
14. Chaenostoma floribundum Benth.
15. Chaenostoma glabratum Benth.
16. Chaenostoma glanduliferum (Hilliard) Kornhall
17. Chaenostoma halimifolium Benth.
18. Chaenostoma hispidum (Thunb.) Benth.
19. Chaenostoma impeditum (Hilliard) Kornhall
20. Chaenostoma integrifolium (L.f.) Benth.
21. Chaenostoma langebergense (Hilliard) Kornhall
22. Chaenostoma leve (Hiern) Kornhall
23. Chaenostoma longipedicellatum (Hilliard) Kornhall
24. Chaenostoma macrosiphon Schltr.
25. Chaenostoma marifolium Benth.
26. Chaenostoma multiramosum (Hilliard) Kornhall
27. Chaenostoma neglectum J.M.Wood & M.S.Evans
28. Chaenostoma paniculatum (Hilliard) Kornhall
29. Chaenostoma patrioticum (Hiern) Kornhall
30. Chaenostoma pauciflorum Benth.
31. Chaenostoma placidum (Hilliard) Kornhall
32. Chaenostoma platysepalum (Hiern) Kornhall
33. Chaenostoma polelense (Hiern) Kornhall
34. Chaenostoma polyanthum Benth.
35. Chaenostoma racemosum Benth.
36. Chaenostoma revolutum (Thunb.) Benth.
37. Chaenostoma roseoflavum (Hiern) Kornhall
38. Chaenostoma rotundifolium Benth.
39. Chaenostoma septentrionale (Hilliard) Kornhall
40. Chaenostoma subnudum N.E.Br.
41. Chaenostoma subsessile (Hilliard) Kornhall
42. Chaenostoma subspicatum Benth.
43. Chaenostoma tenuicaule (Hilliard) Kornhall
44. Chaenostoma titanophilum (Hilliard) Kornhall
45. Chaenostoma uncinatum (Desr.) Kornhall
46. Chaenostoma violaceum Schltr.